# Oxytropis afghanica
Oxytropis afghanica är en ärtväxtart som beskrevs av Karl Heinz Rechinger och Mogens Engell Köie. Oxytropis afghanica ingår i släktet klovedlar, och familjen ärtväxter. Inga underarter finns listade i Catalogue of Life.